# Ситарама Шастри
Фамилия этого человека — Чемболу, Ситрама — личное имя, Шастри — идентификатор касты
Чемболу Ситарама Шастри (телугу చేంబోలు సీతారామశాస్త్రి), известный под прозвищем Сиривеннела (телугу సిరివెన్నెల; 20 мая 1955, Анакапалле, Андхра — 30 ноября 2021, Секундерабад, Телингана) — индийский поэт-песенник, работавший в фильмах на телугу. На его счету тексты свыше 3000 песен. Его заслуги отмечены орденом Падма Шри от правительства Индии и несколькими премиями «Нанди» и Filmfare Awards South.

## Биография
Родился 25 мая 1955 года в Анакапалле, пригороде Вишакхапатнама, штат Андхра-Прадеш в семье доктора Ч. Б. Йоги и его жены Суббалакшми. Он ходил в начальную школу в своем родном городе, получил среднее образование в Какинаде и в Медицинский колледж Андхры. Однако из-за финансовых трудностей ему пришлось оставить обучение медицине и он получил степень бакалавра искусств в Университете Андхры. После окончания учебы он устроился работать в отделение Bharat Sanchar Nigam Limited в родном городе. В этот период он писал стихи под псевдонимом Бхарани. 
Одно из его стихотворений привлекло внимание режиссёра К. Вишванатха и тот предложил Шастри написать текст песни для его фильма Janani Janmabhoomi, вышедшего в 1984 году. После успеха фильма Вишванатх доверил ему все песни в свой новой работе Sirivennela. Одна из них, «Vidhata Thalapuna», принесла поэту премию «Нанди» за лучшие стихи к песне для фильма. После успеха фильма префикс «Сиривеннела» стал частью его имени.
В дальнейшем поэт написал песни к таким фильма как «Собственными стараниями» (1987), Shrutilayalu (1987), Swarnakamalam (1988), «Музыкальная фантазия» (1989), Indrudu Chandrudu (1989), Alludugaru (1990), «Чанду-воришка» (1991), Antham (1992), Swati Kiranam (1992), Gaayam (1993), Sindhooram (1997), Nuvve Kavali (2000), «Единственный» и «Дождь» (2004). Он завоевал признание и бесчисленное количество наград, в том числе четыре премии Filmfare и 11 премий «Нанди» за фильмы Sirvennela, Shruthi Layalu, Swarna Kamalam, Gaayam, Subha Lagnam, Shreekaram, Prema Katha, Chakram, Gamyam и Seethamma Vakitlo Sirimalle Chettu. В 2019 году он также был удостоен четвертой по величине гражданской награды Индии Падма Шри за вклад в кино и литературу.
В 2015 году Шастри сделали шунтирование после удаления половины легкого из-за рака. В 2021 году из-за распространения рака было удалено 45 процентов другого легкого.
Из-за возникших осложнений поэт скончался 30 ноября 2021 года в KIMS Hospital. 
У него остались жена и двое сыновей.